# Andamarca (Carmen Salcedo)
Andamarca es la capital del Distrito de Carmen Salcedo y se ubica a más de 3300 m s. n. m., sobre la margen izquierda del río Negromayo, en Perú.

## Vía de acceso
Vía acceso terrestre de la ciudad de Lima se utiliza la Panamericana sur hasta Nazca, de esta ciudad se toma una bifurcación a Puquio (Carretera Interoceánica), luego de dos horas aproximadamente de ascenso habremos alcanzado el punto más alto sobre 4200 m s. n. m. en la inmensa Meseta de Galeras, Reserva Nacional donde habitan las VICUÑAS. 
Luego, ingresamos al distrito de Lucanas, y así llegamos a la ciudad de Puquio. Pasando esta ciudad nos encontramos con dos bifurcaciones: una por JERONTA y la otra por VIZCA para llegar a nuestro destino Andamarca. Este viaje no debe exceder de 15 h, haciendo un total de 709 km de recorrido.
Actualmente la vía está siendo asfaltada de norte a sur, ya cerca de la vía Jeronta.

## Historia
Andamarca es también considerada pacarina, centro y origen de la cultura rucana. El nombre de la provincia Lucanas proviene del espacio tradicional en el que se desarrolló la etnia, que surgió en el horizonte medio, de predominio Tiahuanaco - Wari, con apogeo en los siglos X y XII. El cronista Pedro Cieza de León menciona a los rucanas como antagonistas de los chinchas durante los intentos de estos últimos de expandirse hacia tierras andinas, antes de ser sojuzgados por los incas. Los relatos aseguran que aquí estuvo cautivo el Inca Huáscar en sus últimos días, fue ejecutado y sus restos fueron arrojados al río Negromayo[cita requerida].
Para el historiador David Rodríguez, el trabajo de Vallenas "abre posibilidades para desenredar la madeja acerca de la ubicación exacta donde murió el inca Huáscar. Lo importante es aclarar una historia real, que muchas veces la oralidad nos ayuda a encontrarla". El alcalde de Andamarca, Hugo Quispe, enfatiza que desde 1532 este territorio ha sufrido de violencia inaudita. "Llegó el tiempo de construir una historia de paz", subraya. El conocimiento, el sentimiento y la organización comunal se han juntado para poner en escena la historia de La muerte de Huáscar en su lengua original, el quechua. Una recuperación integral que los coloca en la mira pública cubriéndolos de esperanza.

## Barrios
- Tuna
- Ccarmencca
- Pata
- Antara

## Festividades
- Santa Cruz de Andamarca
- Yaku Raymi
- Niño Victor Poderoso

## Sitios turísticos

### Catarata de Puzapaccha
La Catarata de Puzapaccha queda a una hora de camino. Aproximadamente tiene una caída de 200 metros, está catarata tiene tres niveles espectaculares de caída, donde el agua se transforma en algodón tenue y refrescante por su caída es más singular y atractivo, está circundado por grandes alturas de peñasco macizos.

### Laguna de Yarpu Ccocha
Con su propio manantial, rodeado de fauna y flora ecológica, a 30 min de camino; en ella encontramos aves silvestres, diferentes y coloridas.

### Apu Accaimarcca
Al frente del pueblo se muestra un imponente y gigante peñasco, aproximadamente de 500 metros de altura que vigila eternamente al pueblo, como un centinela militar de la Guardia de Honor.
A la vez, es propicio para la práctica de los deportes de aventura como: Parapente y escalda en roca y se considera el mirador más grande del Perú.

### Cráteres de Pachapamancan
Aberturas en las pampas de una profundidad de 200 m × 50 m de diámetro aproximadamente la primera y los otros dos con un diámetro de 30 a 25 m aproximadamente. Originados por la caída de meteoritos.

### Andenerias de Chimpa
Son Sistemas de andenerias que se encuentran al margen izquierdo del rio Negro Mayo, en estos andenes los pobladores de la zona aun realizan la siembra de sus productos tales como maíz, haba, trigo, cebada, arvejas, papa, entre otros.